# Préordre
En mathématiques, un préordre est une relation binaire réflexive et transitive.
C'est-à-dire que si E est un ensemble, une relation binaire {\displaystyle {\mathcal {R}}} sur E est un préordre lorsque :
- {\displaystyle \forall x\in E\quad x{\mathcal {R}}x} (réflexivité) ;
- {\displaystyle \forall (x,y,z)\in E^{3},(x{\mathcal {R}}y\land y{\mathcal {R}}z)\Rightarrow x{\mathcal {R}}z} (transitivité).

Un ensemble préordonné est un ensemble muni d'un préordre, ou plus formellement un couple {\displaystyle (E,{\mathcal {R}})} où {\displaystyle E} désigne un ensemble et {\displaystyle {\mathcal {R}}} un préordre sur {\displaystyle E}.

## Exemples
- Les ordres sont les préordres antisymétriques.
- Les relations d'équivalence sont les préordres symétriques.
- Dans un anneau commutatif, la relation « divise » est une relation de préordre. En général, ce n'est pas une relation d'ordre car elle n'est pas antisymétrique (par exemple dans l'ensemble des entiers relatifs, 1 divise –1 et –1 divise 1 alors que 1 et –1 sont différents).
- Sur les sommets d'un graphe orienté, la relation « être accessible depuis » est un préordre (c'est en fait la fermeture réflexive et transitive du graphe). Si le graphe est sans cycle, cette relation devient un ordre.
- Entre normes sur un même espace vectoriel réel, la relation « est plus fine que » est un préordre.
- Entre fonctions réelles d'une variable réelle, la domination est un préordre.
- Sur l'ensemble des disques du plan, la relation « a une aire au plus égale à celle de »  est un préordre. Ce n'est pas une relation d'ordre car elle n'est pas antisymétrique (deux disques différents peuvent avoir même aire). Cette même relation, sur l'ensemble des disques fermés (ou celui des disques ouverts) de centre fixé, est une relation d'ordre[2].

## Compléments
Si (E, ℛ) et (F, 𝒮) sont deux ensembles préordonnés, une application f de E dans F est dite croissante si xℛy ⇒ f(x)𝒮f(y).
Si E est un ensemble, (F, 𝒮) un ensemble préordonné et f une application de E dans F, la relation ℛ définie par xℛy ⇔ f(x)𝒮f(y) est un préordre sur E (cf. dernier exemple ci-dessus, où f, qui à tout cercle associe son aire, est à valeurs dans un ensemble ordonné : les réels — ou les réels positifs).
Si (E, ℛ) est un ensemble préordonné, alors :
- la relation « xℛy et  non yℛx » est une relation d'ordre strict[4] ;
- la relation ~ définie par « x~y si et seulement si (xℛy et yℛx) » est une relation d'équivalence ;
- pour deux éléments X et Y de l'ensemble quotient de E par ~, les deux conditions suivantes reviennent alors au même :
  - pour tout élément x de X et tout élément y de Y, xℛy,
  - il existe un élément x de X et un élément y de Y tels que xℛy.
On peut alors définir une relation d'ordre sur cet ensemble quotient E/~ en posant : X ≤ Y  si l'une des conditions précédentes est réalisée[5] ;
  - si F est une partie de E contenant exactement un représentant de chaque classe d'équivalence, la restriction 𝒮 de ℛ à F est un ordre et (F, 𝒮) est isomorphe à (E/~, ≤) (cf. dernier exemple ci-dessus).

## Catégorie associée à un ensemble préordonné
À tout ensemble préordonné {\displaystyle (E,{\cal {R}})}, on peut associer la catégorie {\displaystyle {\bar {E}}} ainsi définie :
- les objets de {\displaystyle {\bar {E}}} sont les éléments de {\displaystyle E} ;
- étant donnés deux objets {\displaystyle x} et {\displaystyle y} de {\displaystyle {\bar {E}}}, {\displaystyle \operatorname {Hom} _{\bar {E}}(x,y)} se compose d'une seule flèche si {\displaystyle x{\cal {R}}y} et est vide dans le cas contraire.

En particulier lorsque {\displaystyle {\cal {R}}} est l'égalité, {\displaystyle {\bar {E}}} est la catégorie discrète ayant {\displaystyle E} comme collection d'objets.